# Dineutus gondaricus
Dineutus gondaricus là một loài bọ cánh cứng trong họ van Gyrinidae. Loài này được Reiche miêu tả khoa học năm 1847.